# Protanthea simplex
Protanthea simplex är en havsanemonart som beskrevs av Oscar Henrik Carlgren 1891. Protanthea simplex ingår i släktet Protanthea och familjen Gonactiniidae. Enligt den svenska rödlistan är arten nära hotad i Sverige. Arten förekommer i Götaland. Artens livsmiljö är havet. Inga underarter finns listade i Catalogue of Life.